# Cleome viscosa
Espèce
Classification phylogénétique
Cleome viscosa est une espèce de plantes herbacées communes de la famille des Cleomaceae. Elle pousse sur toutes les terres arides, en plein soleil, mais aussi dans les zones forestières. Elle a une teneur en huile de 26 %.

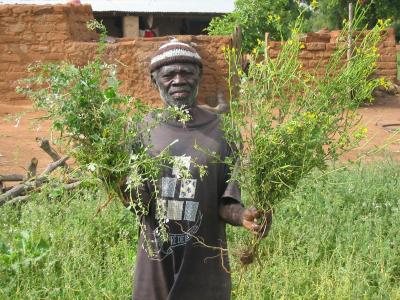
Un paysan ghanéen présente Cleome viscosa (fleurs jaunes, vénéneux pour le bétail, comestible pour les humains) et Cleome gynandra (fleurs blanches, comestible pour les humains).
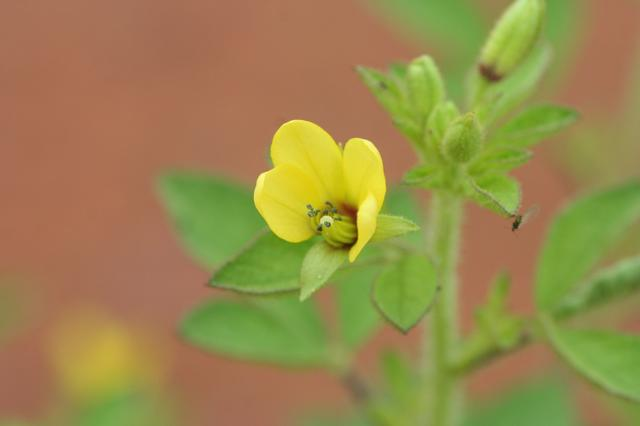
Cleome viscosa
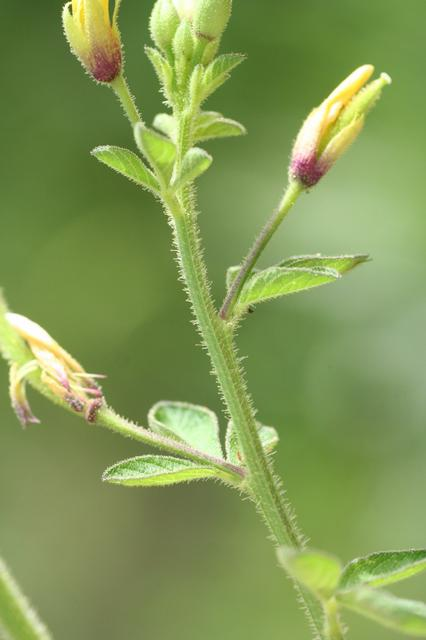
Cleome viscosa